# Elements, Pt. 2
Elements, Pt. 2 – dziesiąty studyjny album fińskiego zespołu Stratovarius. Muzycznie jest to kontynuacja pierwszej części, zawierająca jednak mniejszą liczbę orkiestracji. Nie ma również długich, epickich kompozycji, w odróżnienia od poprzedniczki.

## Lista utworów

### Podstawowe utwory
1. „Alpha And Omega” – 6:38
2. „I Walk to My Own Song” – 5:03
3. „I’m Still Alive” – 4:50
4. „Season of Faith’s Perfection” – 6:09
5. „Awaken the Giant” – 6:37
6. „Know the Difference” – 5:39
7. „Luminous” – 4:49
8. „Dreamweaver” – 5:53
9. „Liberty” – 5:02

### Dodatkowe utwory
| Utwór                                            | Długość | Wydawnictwo na którym jest zawarty                                                                  |
| ------------------------------------------------ | ------- | --------------------------------------------------------------------------------------------------- |
| „Forever” (na żywo w Barcelonie)                 | 4:39    | singel „I Walk to My Own Song”                                                                      |
| „Black Diamond” (na żywo w San Sebastian)        | 7:28    | singel „I Walk to My Own Song”                                                                      |
| „Ride Like The Wind”                             |         | japońskie wydanie albumu                                                                            |
| „Alpha And Omega” (demo)                         | 6:35    | limitowany boxset albumu; limitowana edycja dostępna tylko przez zamówienie w Nuclear Blast Records |
| „Vapaus” (demo)                                  | 6:06    | limitowany boxset albumu; limitowana edycja dostępna tylko przez zamówienie w Nuclear Blast Records |
| „Season Of Faith’s Perfection” (demo)            | 6:18    | limitowana edycja dostępna tylko przez zamówienie w Nuclear Blast Records                           |
| „Soul Of A Vagabond” (na żywo w Paryżu)          | 8:03    | limitowana edycja dostępna tylko przez zamówienie w Nuclear Blast Records                           |
| „Destiny”/ „Fantasia” (na żywo w San Sebastian)  | 9:08    | limitowana edycja dostępna tylko przez zamówienie w Nuclear Blast Records                           |
| „Father Time” (na żywo Pratteln)                 | 4:58    | limitowana edycja dostępna tylko przez zamówienie w Nuclear Blast Records                           |
| „Hunting High and Low” (na żywo w San Sebastian) | 5:10    | limitowana edycja dostępna tylko przez zamówienie w Nuclear Blast Records                           |
| „Paradise” (na żywo w Barcelonie)                | 5:43    | limitowana edycja dostępna tylko przez zamówienie w Nuclear Blast Records                           |

## Twórcy
- Timo Tolkki – gitara
- Jari Kainulainen – gitara basowa
- Timo Kotipelto – śpiew
- Jens Johansson – instrumenty klawiszowe
- Jörg Michael – instrumenty perkusyjne

## Informacje o albumie
- nagrany: Finnvox Studios
- produkcja: Timo Tolkki dla Goldenworks Ltd.
- inżynieria: Mikko Karmila i Timo Tolkki
- miksy: Mikko Karmila
- okładka: Derek Riggs
- fotografie: Alex Kuehr

## Inne wersje albumu
- limitowany boxset zawierający specjalną książeczkę oraz bonusową płytę CD z dwoma utworami
- dostępna tylko przez bezpośrednie zamówienie w Nuclear Blast Records limitowana edycja zawierająca specjalną książeczke oraz bonusową płytę CD z ośmioma utworami